# Anopheles diluvialis
Anopheles diluvialis este o specie de țânțari din genul Anopheles, descrisă de Bianca L. Reinert în anul 1997. Conform Catalogue of Life specia Anopheles diluvialis nu are subspecii cunoscute.